# District de Zaïssan
Le district de Zaïssan (en kazakh : Зайсан ауданы) est un district du Kazakhstan-Oriental au Kazakhstan. 

## Géographie
Le centre administratif du district est la ville de Zaïssan.

## Démographie
La population du district est estimée à 37 924 habitants en 2013.